# 패스너

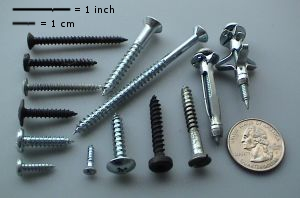
일반적인 패스너(크기 비교를 위해 미국 쿼터 주화를 배치함)

패스너(Fastener) 또는 패스닝(fastening)은 두 개 이상의 물체를 기계적으로 결합하거나 부착하는 하드웨어 장치이다. 일반적으로 패스너는 비영구적 조인트를 만드는 데 사용된다. 즉, 접합 부품을 손상시키지 않고 제거하거나 분해할 수 있는 접합이다. 강철 패스너는 일반적으로 스테인리스강, 탄소강 또는 합금강으로 만들어진다.
영구 접합을 생성할 수 있는 재료를 접합하는 다른 방식에는 압착, 용접, 납땜, 경납땜, 테이핑, 접착, 시멘트 또는 기타 접착제 사용이 포함된다. 자석, 진공(흡착 컵 등) 또는 마찰(끈끈한 패드 등) 등을 사용하여 힘을 사용할 수도 있다. 일부 유형의 목공 조인트는 다월이나 비스킷과 같은 별도의 내부 보강재를 사용한다. 이는 그 자체로는 범용 패스너는 아니지만 어떤 의미에서는 조인트 시스템 범위 내에서 패스너로 간주될 수 있다.
플랫 팩(flat-pack) 형태로 공급되는 가구는 캠 잠금 장치로 잠긴 캠 다월(컨포맷 패스너)을 사용하는 경우가 많다. 패스너는 가방, 상자 또는 봉투와 같은 용기를 닫는 데에도 사용할 수 있다. 아니면 유연한 재료의 개구부 측면을 함께 고정시키고 용기에 뚜껑을 부착하는 등의 작업이 포함될 수 있다. 빵 클립 등의 특수 목적의 장치도 존재한다.
밧줄, 끈, 철사, 케이블, 사슬 또는 플라스틱 랩과 같은 품목을 사용하여 물체를 기계적으로 연결할 수 있다. 그러나 추가적인 공통 용도가 있기 때문에 일반적으로 패스너로 분류되지 않는다. 마찬가지로, 경첩과 스프링은 물체를 서로 결합할 수 있지만 주된 목적은 단단한 고정보다는 연결을 허용하는 것이기 때문에 일반적으로 패스너로 간주되지 않는다.